# 礼山警察署
礼山警察署（イェサンけいさつしょ）は、忠南地方警察庁所管の警察署である。

## 管轄区域
- 礼山郡

## 沿革
- 1945年10月21日- 開署

## 管轄地区隊
- 礼山地区隊
- 挿橋地区隊
- 徳山地区隊

## 管轄派出所
- 新礼院新岩派出所
- 大述新陽派出所
- 光時大興派出所

## 管轄治安センター
- 邑内治安センター
- 吾可治安センター
- 鷹峰治安センター
- 古徳治安センター
- 鳳山治安センター
- 新岩治安センター
- 大興治安センター